# Via San Cristofano
Via San Cristofano si trova a Firenze, da Largo Piero Bargellini a via Ghibellina.

## Storia
La denominazione, antica, attesta della variante toscana del nome di San Cristoforo, tra i santi ausiliatori uno dei più venerati nel Medioevo, invocato sia a difesa delle calamità naturali (in particolare in occasione del diffondersi delle pestilenze) sia come patrono dei viaggiatori: una di queste caratteristiche dovette quindi un tempo essere legata al tracciato, per quanto sfugga oggi il nesso, che si tende a ricondurre o a una immagine del santo dipinta su un edificio (così lo Stradario storico amministrativo del Comune di Firenze del 1913) o assunta come insegna da una locanda. 
La strada collega il largo Piero Bargellini a via Ghibellina. 

## Descrizione
La strada ha un ruolo del tutto secondario nella viabilità del quartiere, ed è segnata per lo più da antiche case a schiera riconfigurate tra Settecento e Ottocento, per cui il carattere è quello residenziale popolare.

### Edifici
| Immagine | N°  | Nome          | Descrizione |
| -------- | --- | ------------- | --- |
|          | 2   | Casa          | La casa di quattro piani per quattro assi, oggi sede di una struttura ricettiva, ha una facciata in stile neorinascimentale, probabilmente riconfigurata nell'Ottocento. Motivo di interesse è, sotto una finestra del piano terra, la presenza di una buchetta del vino murata. |
|          | 10  | Casa          | La semplice abitazione, dall'aspetto antico e dalla vocazione popolare tipica della strada, mostra sulla facciata un pietrino alquanto abraso, in cui si riconosce un pellegrino col bastone, emblema della Compagnia di Gesù Pellegrino, che aveva la sua sede tra via San Gallo e via degli Arazzieri e che possedette in antico quest'edificio. |
|          | 12  | Tabernacolo   | Il tabernacolo con la Madonna col Bambino è l'unico segno di religiosità che si incontra sulla strada che pure è dedicata a un santo. Contiene un rilievo in gesso in stile quattrocentesco, con la madre e figlio che si scambiano un abbraccio reciproco voltandosi verso lo spettatore: è una copia della Madonna di Stia (derivata da quella di Santa Maria Nuova) di Andrea della Robbia, riferibile all'inizio del XX secolo. Sulla casa del tabernacolo si vede uno stemma consunto del non lontano monastero di San Francesco de' Macci, che aveva diverse proprietà in questa zona. |
|          | 14  | Casa          | L'edificio presenta un semplice prospetto di cinque piani per due assi, frutto di una riconfigurazione e di una conseguente soprelevazione realizzata tra Settecento e Ottocento su un'antica casa a schiera. Della storia della fabbrica reca memoria un pietrino a forma di rotella posto al centro del fronte, abraso e comunque ancora leggibile come partito con le insegne dell'arciconfraternita della Misericordia (Firenze) e della compagnia del Bigallo, a indicarne l'antica proprietà da parte di questa istituzione.                                                           |
|          | 17r | Casa          | Vicino a un ingresso carrozzabile, riferibile al XVI o al XVIII secolo, si trova un pietrino in cui si distingue il ricordo dell'antico possesso del vicino monastero di Candeli. Poco leggibile è il numero sottostante, che si riferiva all'inventario delle proprietà nei registri dell'istituzione. |
|          | 22  | Casa del boia | L'edificio a quattro piani è noto tradizionalmente come la "casa del boia", per essere stata a lungo abitazione dell'esecutore ufficiale delle condanne capitali in città. La data 1915 graffita su una delle pietre artificiali che guardano su via San Cristofano potrebbe indicare il periodo nel quale è stato ridisegnato l'edificio, con un restauro e con ampie ricostruzioni di questa porzione, in anni in cui la si riscopriva come "casa del boia", ovvero come meta di un turismo alla ricerca di scorci e storie pittoresche della Firenze antica.                              |